# Star Twinkle PreCure
Star☆Twinkle PreCure (スター☆トゥインクルプリキュア Sutaa☆Tuinkuru Purikyua) er en japansk animeserie fra Toei Animation. Serien er den 16. i Izumi Todos Pretty Cure-franchise. Den er instrueret af Hiroaki Miyamoto efter manuskript af Isao Murayama. Serien er på 49 afsnit, der blev sendt på alle ANN's tv-stationer i Japan fra 3. februar 2019, hvor den afløste den 15. serie, Hugtto! PreCure, og indtil 26. januar 2020, hvorefter den blev afløst af den 17. serie, Healin' Good PreCure. Seriens temaer er fantasi, det ydre rum og stjernebilleder.

## Plot
Stjernehimmelverdenen (星空界 Hoshizora-kai) er hjemsted for de tolv Stjerneprinsesser, der er baseret på de tolv stjernetegn, og som varetager ordenen i universet. Men da Notraiders angriber Stjernepaladset, spreder prinsesserne sig selv som Princess Star Color Pens udover universet. Rumvæsenerne Lala og Prunce vil genoplive prinsesserne og forhindrer universet i at blive opslugt i mørke, så sammen med feen Fuwa tager de til byen Mihoshi (観星町 Mihoshi-cho), hvor de møder den fantasifulde Hikaru Hoshina. Hikaru får en Star Color Pendant og en af Star Color Pens, så hun kan forvandle sig til den legendariske Pretty Cure, Cure Star. Sammen med Lala og to andre piger, Erena og Madoka, danner Hikaru Star Twinkle PreCure, der forsøger at vække Stjerneprinsesserne og kæmper mod Notraiders.

## Figurer
Star Twinkle PreCure er en gruppe magiske piger, der bruger raketten, som Lala kom til Jorden med, til at rejse gennem rummet med. De får deres kraft fra Star Color Pendant og Star Color Pens (スターカラーペン Sutaa Karaa Pen) og har til opgave at samle de tolv Princess Star Color Pens (プリンセススターカラーペン Purinsesu Sutaa Karaa Pen), der er nødvendige for at kunne genoplive stjerneprinsesserne.
- Hikaru Hoshina (星奈 ひかる Hoshina Hikaru) / Cure Star (キュアスター Kyua Sutaa)[1] - En pige der går i andet år i mellemskolen, og som elsker stjerner og stjernebilleder. Hun er glad og fuld af fantasi men også impulsiv og handler ofte ud fra instinkt. Hun nyder at kigge på stjernerne og skrive i sin notesbog, der bliver forvandlet til Twinkle Book. Hendes tema er stjerner, og hendes holdfarve er pink.
- Lala Hagoromo (羽衣 ララ Hagoromo Rara) / Cure Milky (キュアミルキー Kyua Mirukī)[1] - Et rumvæsen der egentlig hedder Lala (ララ Rara) og som kommer fra planeten Samaan (サマーン Samaan). Hun er kommet til Jorden i sin raket sammen med Prunce og Fuwa for at finde de legendariske Pretty Cure men ender med selv at blive en af dem. I henhold til rumlove er det forbudt for hende at være på Jorden, men hun får lov at blive under et alias. Hun er seriøs og ansvarlig men laver nogle gange fejl. Desuden har hun svært ved at forstå Jordens beboere og deres vaner. Hendes tema er Mælkevejen, og hendes holdfarve er blå.
- Elena Amamiya (天宮 えれな Amamiya Erena) / Cure Soleil (キュアソレイユ Kyua Soreiyu)[1] - En populær tredje års elev i mellemskolen med et blændende smil og atletiske evner, der er kendt som "Mihoshis Sol". Hun har en mexicansk far og en japansk mor samt fem yngre søskende, som hun tager sig af. Hun hjælper desuden til i familiens blomsterbutik, der hedder "Sonrisa", hvilket betyder smil på spansk. Hendes tema er Solen, og hendes holdfarve er gul.
- Madoka Kaguya (香久矢 まどか Kaguya Madoka) / Cure Selene (キュアセレーネ Kyua Sereene)[1] - En tredje års elev der er elevrådsformand på Hikarus skole, og som er kendt som "Mihoshis Måne". Hendes far arbejder for regeringen, og hendes mor er pianist. Hun er klog og går efter at være en fin dame men kan til tider være ligefrem. Hun behersker både bueskydning, piano og blomsterarrangement. Hendes tema er Månen, og hendes holdfarve er lilla.
- Yuni (ユニ Yuni) / Cure Cosmo (キュアコスモ Kyua Kosumo)[5] - En formskiftende catgirl fra planeten Rainbow, hvis indbyggere blev forvandlet til sten som følge af Eyeones eksperimenter. Hun leder efter en måde at gøre hendes folk normale. Til det har hun en parfume, der hjælper hende med at skifte form, selvom hendes ører og hale stadig er der. På den måde er hun aktiv som rumtyven Blue Cat (ブルーキャット Buruu Kyatto) for at få fat på stjålne skatte som det intergalaktiske popidol Mao (マオ Mao) for at samle information og som Eyeones butler Bakenyan (バケニャーン Bakenyaan) for at infiltrere Notraiders. Efter at hun bliver en Pretty Cure går hun sammen med Hikaru og de andre om at lede efter penne. Hendes tema er regnbuen, der også udgør hendes holdfarver.

### Rumvæsener
- Fuwa (フワ Fuwa)[1] - En babyfe med kraften til at skabe portaler gennem rummet. Hun blev skabt af stjerneprinsesserne som en måde til at genoplive dem og til at stoppe Slangeholderen med.  Til dagligt bor hun i Twinkle Book. Efter at Star Princess Pens er blevet samlet, bliver Fuwa forvandlet til en enhjørninge-fe. Pretty Cure får så til opgave at hjælpe hende med at opnå sit fulde potentiale ved at få deres Twinkle Imagination, noget der en del af stjerneprinsessernes plan for at ødelægge Slangeholderen. I den afsluttende kamp bliver Fuwa klar over, at hun også vil blive ødelagt, hvis hun absorberer Pretty Cure Twinkle Imagination, men hun gør det alligevel i et forgæves forsøg på at eliminere Slangeholderen. Fuwa bliver senere genoplivet efter at Pretty Cure har besejret Slangeholderen, men hun har mistet sine evner og hukommelse.
- Prunce (プルンス Purunsu)[1] - Et UFO-lignende rumvæsen der har arbejdet for stjerneprinsesserne, og som er kommet til Jorden sammen med Lala for at lede efter Pretty Cure.
- AI (えーあい Eeai) - Den kunstige intelligens i Lalas raket.
- Abraham (アブラハム Aburahamu) - Et rumvæsen fra planeten Minitur der er forklædt som filminstruktør, så han kan afprøve, hvor fast besluttede Pretty Cure er på at lade Lala blive på Jorden.
- Drams (ドラムス Doramusu) - Et dragelignende rumvæsen fra planeten Zeni.
- Yanyan (ヤンヤン Yanyan) - En blaffende hermit-krabbe med en gul spand på hendes ryg fra planeten Pururun.

### Stjerneprinsesserne
Stjerneprinsesserne (スタープリンセス Sutaa Purinsesu) er tolv prinsesser, der beskytter balancen i universet. Oprindeligt var der tretten, men Slangeholderen vendte sig imod dem, da de besluttede sig for at fordele halvdelen af deres kraft som fantasi hos alle levende væsener i universet. De tolv andre brugte så resten af kraften på at skabe Fuwa og deres resterende styrke til at drive Notraiders væk. Til gengæld blev de så selv forvandlet til Star Color Pens og spredt udover universet. Efterfølgende leder både Pretty Cure og Notraiders efter dem. Hver af prinsesserne repræsenterer et af de tolv stjernetegn i dyrekredsen.
- Tyren (おうし座 Oushi-za) - Den første stjerneprinsesse hvis pink Star Color Pen bliver fundet på Jorden.
- Løven (しし座 Shishi-za) - Den anden stjerneprinsesse hvis cyane Star Color Pen bliver fundet på Jorden.
- Vægten (てんびん座 Tenbin-za) - Den tredje stjerneprinsesse hvis gule Star Color Pen bliver fundet på planeten Kennel.
- Stenbukken (やぎ座 Yagi-za) - Den fjerde stjerneprinsesse hvis magenta Star Color Pen først bliver taget af Notraiders, før Pretty Cure får fat i den.
- Vædderen (おひつじ座 Ohitsuji-za) - Den femte stjerneprinsesse hvis røde Star Color Pen bliver fundet på planeten Kumarin.
- Skorpionen (さそり座 Sasori-za) - Den sjette stjerneprinsesse hvis orange Star Color Pen først bliver taget af Notraiders, før Pretty Cure får fat i den.
- Skytten (いて座 Ite-za) - Den syvende stjerneprinsesse hvis lilla Star Color Pen bliver fundet på planeten Zeni.
- Jomfruen (おとめ座 Otome-za) - Den ottende stjerneprinsesse hvis hvide Star Color Pen bliver funder på planeten Zeni.
- Tvillingerne (ふたご座 Futaga-Za) - To stjerneprinsesse-tvillingesøster hvis teale Star Color Pen bliver funder på planeten Rainbow.
- Vandmanden (みずがめ座 Mizugame-za) - Den tiende stjerneprinsesse hvis blå Star Color Pen bliver fundet på planeten Icesnow.
- Krebsen (かに座 Kani-za) - Den ellevte stjerneprinsesse hvis grønne Star Color Pen bliver funder på planeten Saman.
- Fiskene (うお座 Uo-za) - Den tolvte stjerneprinsesse hvis lyse Star Color Pen bliver fundet flydende et sted i rummet.

### Notraiders
Notraiders (ノットレイダー Nottoreidaa) er seriens skurke, der kommer fra mørke og glemte dele af universet. De er en intergalaktisk hær af rumsoldater, der vil opnå universelt herskerdømme ved at få fat på alle Star Color Princess Pens for at udslette lyset i universet og give dets kraft til deres leder Darknest. Hendes næstkommanderende Garouga leder tre anførere, der bruger hver deres metoder i kampen mod Pretty Cure. Senere giver Darknest og Garuouga anførerne flere kræfter, så de bliver stærkere.
- Darknest (ダークネスト Daakunesuto) / Slangeholderen (へびつかい座 Hebitsukai-Za) - Notraiders leder der er en tidligere stjerneprinsesse, men som blev desillusioneret med det univers de skabte, da de andre stjerneprinsesser valgte at fordele halvdelen af deres kraft som fantasi blandt alle levende væsener. Hun vendte sig imod men blev bortvist. Efterhånden genvandt hun sine kræfter og påtog sig identiteten som Darknest, et slange-armeret rumvæsen med en uwabami-lignende slange om hendes krop, for at opsluge al lys i universet. hen mod slutningen dropper Slangeholderen imidlertid sin forklædning og underordnede og fanger Fuwa og stjerneprinsesserne for at fuldføre et ritual, der skal udslettet universet. Hun overvejer stjerneprinsessernes plan om at udslette hende ved hjælp af Fuwa men bliver så besejret Pretty Cure. Hun erkender sit nederlag og sværger at ville vende tilbage, hvis tingene skulle blive forvrængede igen.
- Garuouga (ガルオウガ Garuouga) - Et oni-lignende rumvæsen der er næstkommanderende for Notraiders. Han blev Darkests følger, efter at hans planet blev ødelagt, mod et løfte om kraft. Hans armbånd kan forstærke anførernes kræfter og har stor fysisk styrke, der kan bruges mod hans modstandere. Efter hans sidste kamp mod Pretty Cure bliver han klar over Darknests identitet som Slangeholderen, og at det var hende, der ødelagde hans verden. Garouga forsøger at Slangeholderen, men hun får ham og anførerne under sin kontrol. Pretty Cure renser dem så, før Eyeone bringer dem i sikkerhed.
- Kappard (カッパード Kappaado) - Et kappa-lignende rumvæsen og anfører der er bevæbnet med et sværd. Han kommer fra en planet, der blev ødelagt, fordi dens naive indbyggere blev udnytter af andre folk. Det fik Kappard til at tro, at folk fra forskellige verdener er ude af stand til at leve sammen. Til at begynde med forsøger han at fange Fuwa på en hver måde, men han er dog ikke desto mindre en kriger, der ser Pretty Cure som værdige modstandere. Efter at han bliver forstærket af Darknest, kan hans sværd kan tage folks fantasi og tage form som andre våben. Han får en sidste chance og konfronterer Hikaru ved at bruge sin egen fantasi til at forstærke sit våben og overmande hende. Det lykkes for Pretty Cure at besejre ham, men Darknest får ham tilbage. Han kæmper endnu engang mod Pretty Cure, indtil han opdager Darknests identitet som Slangeholderen. Den rasende Kappard og hans allierede forsøger at dræbe hende, men hun får dem under sin kontrol ved at fordreje fantasi. Pretty Cure renser dem så, før Eyeone bringer dem i sikkerhed.
- Tenjou (テンジョウ Tenjou) - Et tengu-lignende rumvæsen og anfører der er bevæbnet med en vifte. Hun kan være legesyg men er også god til at komme på strategier mod Pretty Cure. Hun er dog mere interesseret i Stjerneprinsessernes kraft end i at fange Fuwa. Hun bruger ofte notrays som skakbrikker for at angribe Pretty Cure. Efter at være blevet forstærket af Darknest kan hun fange folk indeni en notray og bruge deres fantasi til at gøre dem stærkere og større. Det viser sig, at hun stammer fra planeten Guten, hvor hun var et udskud på grund af sin lille næse. Hun rivaliserer med Elena, der har en lignende fortid. Da Tenjou angriber sin hjemplanet, forstår Elena hendes følelser og forsøger at forlige med hende men får afslår. Tenjou kæmper en sidste gang mod Pretty Cure, indtil hun opdager Darknests identitet som Slangeholderen. Den rasende Tenjou og hendes allierede forsøger at dræbe hende, men hun får dem under sin kontrol ved at fordreje fantasi. Pretty Cure renser dem så, før Eyeone bringer dem i sikkerhed.
- Eyeone (アイワーン Aiwaan) - Et hitotsume-kozou-lignende rumvæsen bevæbnet med en laserpistol der ser andre som dele af hendes eksperimenter. Hun forvandlede indbyggerne på planeten Rainbow i et forsøg på at forvandle Star Color Pens til Dark Pens (ダークペン Daaku Pen). Hun bruger Dark Pens til at skabe notriggers ud fra hendes måls fantasi. Da hun opdager, at hendes butler Bakenyan er Yuni i forklædning, forvandler hun sig selv til en notrigger for at få hævn for at være blevet smidt ud af Notraiders. Eyeone stjæler Yuni rumskib, som hun ændrer til en forvandlende robot, og forsøger gentagne gange at få ram på Yuni. Det stopper først, da Yuni bliver klar over, at Eyeone har mistet sin hjem, og undskylder, hvorefter Eyeone tager væk. Under den sidste kamp hjælper hun Pretty Cure mod sine tidligere allierede og undskylder overfor Yuni, hvordan hun har reageret mod hende.
- Notrays (ノットレイ Nottorei) - Notraiders fodsoldater der er bevæbnet med laserpistoler. Efter at Tenjou har fået kraft fra Darknest, bliver de til Tenjous personlige monstre, idet hun bruger folks fantasi til at forvandle dem til gigantiske notrays.
- Notriggers (ノットリガー Nottorigaa) - Eyeones personlige monstre som hun skaber med Dark Pens. Den enkelte notriggers form er baseret på et tilfældigt objekt fra målpersonens fantasi.

### Familiemedlemmer
- Harukichi Hoshina (星奈 春吉 Hoshina Harukichi) - Hikarus bedstefar der har strikse regler derhjemme.
- Terumi Hoshina (星奈 輝美 Hoshina Terumi) - Hikarus mor der er mangaka.
- Yoko Hoshina (星奈 陽子 Hoshina Youko) - Hikarus bedstemor.
- Yoichi Hoshina (星奈 陽一 Hoshina Youichi) - Hikarus far der arbejder i udlandet, hvor han studerer rumvæsener og andre kryptider.
- Toto (トト Toto) - Lalas far der er AI-forsker.
- Kaka (カカ Kaka) - Lalas mor der er raketingeniør.
- Lolo (ロロ Roro) - Lalas ældre tvillingbror.
- Carlos (カルロス Karurosu) - Elenas far der er mexicaner og ejer af blomsterbutikken Sonrisa.
- Kaede Amamiya (天宮 かえで Amamiya Kaede) - Elenas mor der er japaner og tolk.
- Touma Amamiya (天宮 とうま Amamiya Touma), Reina Amamiya (天宮 れいな Amamiya Reina), Takuto Amamiya (天宮 たくと Amamiya Takuto), Ikuto Amamiya (天宮 いくと Amamiya Ikuto) og Anna Amamiya (天宮 あんな Amamiya Anna) - Elenas søskende.
- Fuyuki Kaguya (香久矢 冬貴 Kaguya Fuyuki) - Madokas far der arbejder for regeringen. Han er en alvorlig mand, der anser rumvæsener for at være en trussel, og som forbyder sin familie at have hemmeligheder.
- Mitsuka Kaguya (香久矢 満佳 Kaguya Mitsuka) - Madokas mor der var en berømt pianist.
- Olyfio (オリーフィオ Oriifio) - Dronning af planeten Rainbow.

### Filmfigurer
Figurer fra filmen Star☆Twinkle Precure the Movie: These Feelings Within The Song Of Stars (映画スター☆トゥインクルプリキュア 星の歌に想いをこめて Eiga Sutaa Touinkuru Purikyua Hoshi no Uta ni Omoi wo Komete), der havde premiere 19. oktober 2019:
- Piton (ピトン Piton) - Et kyllinge-rumvæsen fra planeten Miracle. Han er god til at lave Miracle Lights. Da Yango beskylder ham for fabrikkens fejl opsøger han Pretty Cure for at få hjælp til at rense sit navn. Efter Yangos nederlag bliver han udnævnt til en skaber af Miracle Lights.
- Yango (ヤンゴ Yango) - Et manipulerende og bedragerisk krage-rumvæsen fra planeten Miracle, der er den primære skurk i Precure Miracle Universe. Han arbejder for præsidenten med at gøre en ende på trusler rundt omkring i universet. Han bliver sendt ud for at anholde Piton og Pretty Cure i den tro, at de er skyld i Miracle Lights' forsvinden. Men det bliver afsløret, at han stod bag fabrikkens fejl for at kunne skyde skylde på Piton. Pretty Cure hjælper så Piton med at afsløre ham og samler deres følelser for at rense ham og gøre det af med mørket indeni ham.
- Præsident (大統領 Daitouryou) - Et ugle-rumvæsen der er leder af planeten Miracle.
- UMA (ユーマ Yuuma) - Et stjernelignende rumvæsen der synger men ikke taler. Hun bliver venner med Pretty Cure, før rumvæsen-jægerne angriber hende for at få en dusør. Da Burn forsøger at fange, går hun bersærk og opsluger planeten. Men Hikaru og Lalas sang er i stand til at nå hende, før hun forsvinder.
- Mary Anne (メリー・アン Merii An) - Et hunde-rumvæsen der er en Starry Sky politidetektiv med ordre om at anholde Yuni. Hun kan være lidt overgearet indimellem.
- Gyro III, Hydro, Burn, Dive og Chop (ジャイロIII, ハイドロ, バーン, ダイブ, チョップ Jairo III, Haidoro, Baan, Daibu og Choppu) - En gruppe af fem rumvæsen-jægere med UMA som mål. De invaderer Jorden for at fange UMA og opnå en dusør. De bliver konfronteret af Pretty Cure, der besejrer dem. Burn forsøger alligevel at fange UMA, hvilket får hende til at gå bersærk. Efter UMA's afsked bliver alle jægerne fængslet.

## Anime
Star☆Twinkle PreCure blev annonceret officielt 28. november 2018, efter at den var blevet registreret som varemærke 5. oktober 2018. Serien er instrueret af Hiroaki Miyamoto efter manuskript af Isao Murayama. Akira Takahashi har stået for figurernes design, og musikken er af Yuki Hayashi og Asami Tachibana. Serien blev sendt i Japan fra 3. februar 2019, hvor den afløste den foregående serie, Hugtto! PreCure, og til 26. januar 2020, hvorefter den blev afløst af den næste serie, Healin' Good PreCure. Hvert afsnit i serien slutter med et Pretty Cure-horoskop (プリキュア星座占い Purikyua Seizauranai) af Arisu Yamada med tre heldige stjernesign. Det sidste afsnit afsluttes dog med, at Cure Star introducerer Cure Grace fra Healin' Good PreCure og et horoskop der lyder, at alle er heldige.
Introsangen for alle afsnit er "Kirari☆彡 Star☆Twinkle PreCure" (キラリ☆彡スター☆トゥインクルプリキュア Kirari☆Mi Sutaa☆Tuinkuru Purikyua) af Rie Kitagawa. Slutsangen varierer til gengæld flere gange. I afsnit 1-5 og 9-20 er det "Papepipu☆Romantic" (パぺピプ☆ロマンチック Papepipu☆Romanchikku) af Chihaya Yoshitake. I afsnit 21-34 og 39-49 er det "Please Tell me...! Twinkle!☆" (教えて...! トゥインクル☆ Oshiete...! Tuinkuru!☆), også af Chihaya Yoshitake. I afsnit 6-8 og filmen PreCure Miracle Universe er det "WINkle! Pretty Cure Miracle Universe☆" (WINくる!プリキュアミラクルユニバース☆ WINkuro! Purikyua Mirakuru Yunibaasu☆) af Rie Kitagawa. Og i afsnit 35-38 er det "Twinkle Stars" af de fem Pretty Cure Cure Star (Eimi Naruse), Cure Milky (Konomi Kohara), Cure Soleil (Kiyono Yasuno), Cure Selene (Mikako Komatsu) og Cure Cosmo (Sumire Uesaka). Sidstnævnte sang benyttes også i filmen Star Twinkle PreCure the Movie: These Feelings Within The Song of Stars, men her fremføres den af Rina Chinen. I den egentlige serie synger Sumire Uesaka som Cure Cosmo "Cosmic☆Mystery☆Girl" (コズミック☆ミステリー☆ガール Cozumikku☆Misuterii☆Gaaru) i afsnit 15, 23 og 24.
Det første soundtrack med sange fra den første halvdel af animeserien, Precure Twinkle Sound (プリキュア☆トゥインクル☆サウンド☆彡), blev udgivet 29. maj 2019. Det omfattede blandt andet forvandlingstemaet "Star Color Pendant! Color Charge!" (スターカラーペンダント! カラーチャージ！ Sutaa Karaa Pendanto! Karaa Chaaji!) af hovedrolleindehaverne. Det andet soundtrack med sange fra den andel halvdel af animeserien, Precure Sound Imagination!! (プリキュア☆サウンド☆イマジネーション!! Purikyua Saundo Imajineshon!!), blev udgivet 18. december 2019. Desuden blev der udgivet et vocal best album 22. januar 2020 med sange fra animeserien og filmen.

### Stemmer
- Eimi Naruse - Hikaru Hoshina / Cure Star
- Konomi Kohara - Lala Hagoromo / Cure Milky
- Kiyono Yasuno Elena Amamiya / Cure Soleil
- Mikako Komatsu - Madoka Kaguya / Cure Selene
- Hina Kino - Fuwa
- Hiroyuki Yoshino - Prunce
- Yoshimasa Hosoya - Kappard[11]
- Yoshimitsu Shimoyama - Notray, Notrigger
- Kenta Tanaka - Notray
- Kousuke Echigoya - Notray
- Yuu Miyazaki - Notary
- Miki Itou - AI
- Aya Endou - Tenjo, Skorpionen-stjerneprinsessen[12]
- Rie Murakawa - Eyeone, Skytten-stjerneprinsessen[13]
- Satoshi Tsuruoka - Garuouga[14]
- Ayako Kawasumi - Tyren-stjerneprinsessen
- Madoka Yonezawa - Løven-stjerneprinsessen
- Mako - Vægten-stjerneprinsessen
- Marika Hayashi - Stenbukken-stjerneprinsessen
- Risa Taneda - Vædderen-stjerneprinsessen
- Mitsuru Ogata - Harukichi Hoshina
- Sachiko Kojima - Terumi Hoshina, Notray, Tvillingerne-stjerneprinsesserne
- Youko Asagami - Yoko Hoshina
- Yui Kondou - Touma Amamiya, Notray
- Mai Nishikawa - Reina Amamiya
- Natsu Yorita - Takuto Amamiya, Ikuto Amamiya
- Anzu Haruno - Anna Amamiya
- Ken Narita - Fuyuki Kaguya
- Hekiru Shiina - Mitsuka Kaguya
- Youji Ueda - Bakenyan[15]
- Yutaka Aoyama - Abraham
- Kentaro Tone - Carlos
- Ayahi Takagaki - Kaede Amamiya
- Sumire Uesaka - Yuni / Cure Cosmo,[16] Jomfruen-stjerneprinsessen
- Subaru Kimura - Dramus[17]
- Akio Ootsuka - Yoichi Hoshina[18]
- Kouki Miyata - Oliphio
- Kim Hyang-ri - Vandmanden-stjerneprinsessen, Notray
- Souma Saitou - Lolo[19]
- Asuka Nishi - Yanyan[20]
- Toshihiko Seki - Toto[21]
- Fumi Hirano - Kaka[22]
- Etsuko Kozakura - Piton
- Yuuki Kaji - Yango
- Yuji Tanaka - Præsident
- Rina Chinen - Mary Anne
- Takayuki Hamatsu - Gyro III[23]
- Yui Ishikawa - Hydro
- Shunsuke Sakuya - Burn
- Jin Katagiri - Dive
- Ryuusuke Komakine - Chop
- Maria Naganawa - Krebsen-stjerneprinsessen
- Michiko Neya - Fiskene-stjerneprinsessen
- Mie Sonozaki - Darknest / Slangeholderen-stjerneprinsessen[24]

## Film
Seriens figurer og figurerne fra Hugtto! PreCure og Kirakira PreCure a la Mode medvirker i cross-over-filmen PreCure Miracle Universe (映画 プリキュアミラクルユニバース Eiga Purikyua Mirakuru Yunibaasu), der havde premiere 16. marts 2019.
En film med titlen Star☆Twinkle Precure the Movie: These Feelings Within The Song of Stars (映画スター☆トゥインクルプリキュア 星の歌に想いをこめて Eiga Sutaa Touinkuru Purikyua Hoshi no Uta ni Omoi wo Komete) havde premiere 19. oktober 2019. Filmen blev instrueret af Yuuta Tanaka.

## Manga
Ligesom alle de foregående serier blev Star Twinkle PreCure også omsat til manga af duoen Futago Kamikita. Mangaserien begyndte i Kodanshas shoujomagasin Nakayoshi 1. februar 2019. Det sidste kapitel blev bragt 28. december 2019.